# Kostel svatého Petra a Pavla (Šlapanov)
Kostel svatého Petra a Pavla (případně také Kostel svatých Petra a Pavla) je farní kostel římskokatolické farnosti Šlapanov v centru obce Šlapanov. Jde o jednolodní barokní stavbu s gotickým jádrem (v některé literatuře uváděno v pozdně románském) s čtvercovým presbytářem a hranolovou věží na severní straně. Kostel je ohraničen zdí bývalého hřbitova, její součástí je vstupní portál se sochou Panny Marie. Kostel je chráněn jako kulturní památka České republiky.

## Historie
Kostel byl postaven někdy kolem roku 1258, farnost v obci působila již kolem poloviny 12. století. Přestavba do barokizující současné podoby proběhla v roce 1733, následující velká přestavba proběhla v roce 1801, kdy byla větrem poškozena věž a následně v roce 1899 přestavěna a navýšena o 26 metrů. Na věži instalovali zvonkohru, jež každou hodinu zahraje melodii z vážné či lidové hudby. Okolo kostela se rozkládá hřbitov se sochou Panny Marie pocházející taktéž z roku 1733.  Kolem poloviny 18. století do kostela byly instalovány obrazy, mimo jiné i oltářní obraz svatého Pavla uzdravujícího nemocné. V roce 2007 byla opravena střecha kostela. V roce 2017 bylo zjištěno, že krov střechy je v havarijním stavu a tlačí na boční stěnu kostela, která se začala odtrhávat od zbytku kostela. Muselo tak dojít k rekonstrukci.
Ke kostelu se váže místní pověst, ve které se vypráví, že dříve kostel byl mnohem větší a honosnější než v současnosti, ale z neznámých důvodů se propadl do země a to dokonce špicí věže dolů, další pověst se zmiňuje o kostelním zvonu, který měl mít údajně nádherný hlas připomínající „samet a hedvábí“, během třicetileté války jej měli občané ukrýt do země a potom jej nemohli najít. Za čas zvon našla a vyhrabala svině, za první světové války měl být odvezen do zbrojařské továrny a zde roztaven.